# 比利·金
比利·金（英語：Billy King；1994年5月12日—）是一位蘇格蘭足球運動員。在場上的位置是邊鋒。他現在效力於愛爾蘭超級足球聯賽球隊聖巴特里。他也代表蘇格蘭各級青年國家足球隊參賽。

## 球會生涯
2016年7月租借至恩華尼斯整個球季。
2017年5月，與登地聯簽約預備合約。
2019年1月30日，租借至基寧咸。
2019年9月19日，比利加盟格里諾克摩頓直至2020年1月，12月30日正式宣佈離開球會。
2020年1月8日正式加盟愛爾蘭超級足球聯賽球會聖巴特里。

## 榮譽

### 球會
赫斯
- 蘇格蘭足球冠軍聯賽: 2014–15

格拉斯哥流浪
- 蘇格蘭足球冠軍聯賽: 2015–16[9]
- 蘇格蘭挑戰盃: 2015–16[10]